# بهارة بيد شاهي (سررود الجنوبي)
بهارة بید شاهي (بالفارسية: بهاره بیدشاهی) هي قرية تقع في إيران في قسم سررود الجنوبي الريفي.